# Руанг
Руанг (индон. Gunung Ruang) — самый южный стратовулкан в архипелаге островов Сангихе, в провинции Северный Сулавеси, Индонезия. Представляет собой остров шириной 4 на 5 километров. Вершина представляет из себя частичный лавовый купол и достигает 725 метров в высоту. С его вершины видны пики Клабат на юге, Сиау на севере и Тернате на востоке.

## Извержения
Первое зарегистрированное извержение произошло в 1808 году. Доктор Адольф Мейер был свидетелем крупного извержения в 1871 году. В то время Руанг был необитаем, но у жителей близлежащего острова Тагуланданг было много плантаций на его склонах. Извержение уничтожило их в считанные минуты и вызвало цунами, которое уничтожило большую часть их большой деревни, расположенной на Тагуланданге, напротив Руанга. Большинство жителей деревни утонули, а их тела потом можно было увидеть на пляже.
Во время мощного извержения 25 сентября 2002 года поднялся столб извержения высотой около 20 километров. Пирокластический поток разрушил территорию площадью 1,6 км² на юго-востоке острова. Здания двух деревень были серьезно повреждены сильным пеплопадом. Около 1000 жителей острова были эвакуированы до извержения.
Извержения в апреле 2024 года заставили более 800 человек эвакуироваться с острова на близлежащий остров Тагуланданг и установить 4-километровую зону отчуждения от кратера, которая позже была расширена до 6 километров. 17 апреля власти подняли уровень тревоги на вулкане до четвёртого, самого высокого в Индонезии, и объявили угрозу цунами, в результате чего 11 000 жителей и эвакуированных с Тагуланданга были перевезены в Манадо на материковой части Сулавеси из-за риска обрушения вулкана в море. Извержение также привело к закрытию международного аэропорта Сам Ратуланги в Манадо. Регентство Сиау Тагуланданг Биаро Айлендс, где расположен вулкан, объявило чрезвычайное положение на 14 дней.